# Попов, Валерий Иванович (хоккеист)
Валерий Иванович Попов (24 февраля 1967, Челябинск — 24 января 2008, Челябинск) — советский хоккеист, защитник, нападающий.

## Биография
Воспитанник челябинского «Трактора», тренер Юрий Могильников. Играл в высшей лиге СССР за «Трактор» (1984/85 — 1987/88, 1989/90 — 1990/91), во второй и первой лигах за «Металлург» Челябинск (1984/85, 1988/89).
Участник «драки в Пьештянах» на чемпионате мира среди молодёжных команд 1987 года.
Позже был осуждён за убийство сына известного в Челябинске бизнесмена, после освобождения занимался бизнесом. Был известен как криминальный авторитет Дьякон. 24 января 2008 года после конфликта с партнёрами по бизнесу Дмитрием Колесниченко и Олегом Мусиенко, случившемся в прошлом году, Попов был застрелен в подъезде собственного дома на проспекте Ленина в Тракторозаводском районе. В ноябре 2010 года убийца — Алексей Иванов — был приговорён к 20 годам лишения свободы, Колесниченко — к 19 годам. Мусиенко был задержан в декабре 2013 года.